# Eisenlactat
Eisenlactat ist eine chemische Verbindung des Eisens aus der Gruppe der Lactate.

## Gewinnung und Darstellung
Eisenlactat kann zum Beispiel durch Reaktion von Calciumlactat und Eisen(II)-sulfat oder Milchsäure, Calciumcarbonat und Eisensulfat gewonnen werden.

## Eigenschaften
Eisenlactat-dihydrat ist ein grünlich-weißer Kristall oder hellgrünes Pulver mit schwachem, charakteristischem Geruch, das löslich in Wasser ist.

## Verwendung
Reagenz zur Herstellung von kohlenstoffbasierten edelmetallfreien PEFC-Kathodenkatalysatoren (Sauerstoffreduktion) für den Einsatz in Polymerelektrolyt-Brennstoffzellen (PEFCs). Es wird auch als Färbungshilfsmittel für Lebensmittel eingesetzt. Eisenlactate werden auch zur Behandlung von Eisenmangel zur Steigerung der Eisen-Resorption eingenommen.